# Trichosanthes cochinchinensis
Trichosanthes cochinchinensis är en gurkväxtart som först beskrevs av João de Loureiro, och fick sitt nu gällande namn av Max Joseph Roemer. Trichosanthes cochinchinensis ingår i släktet Trichosanthes och familjen gurkväxter. Inga underarter finns listade i Catalogue of Life.